# 쓰레기봉투

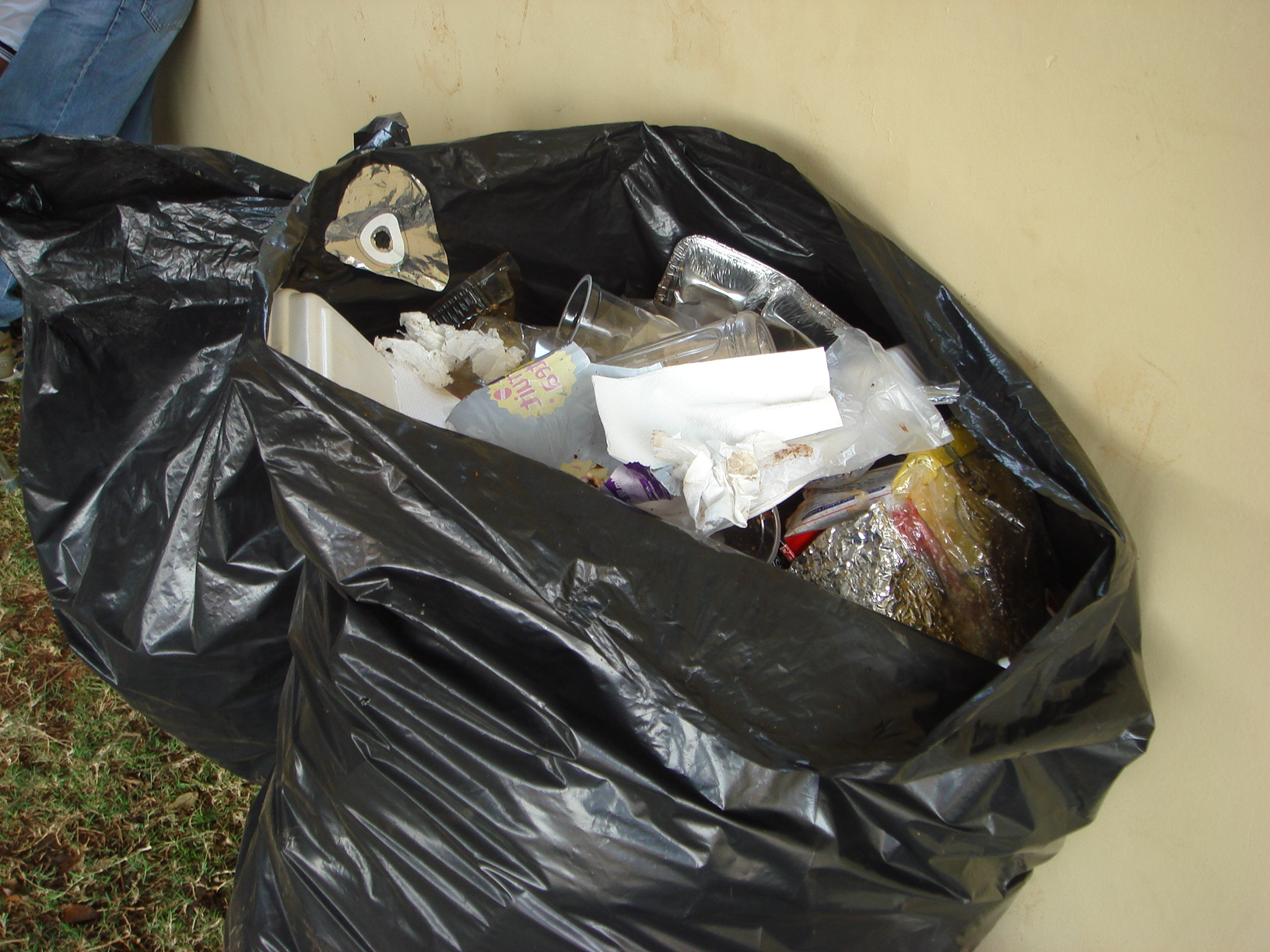
영국에서 흔히 쓰는 쓰레기 봉투

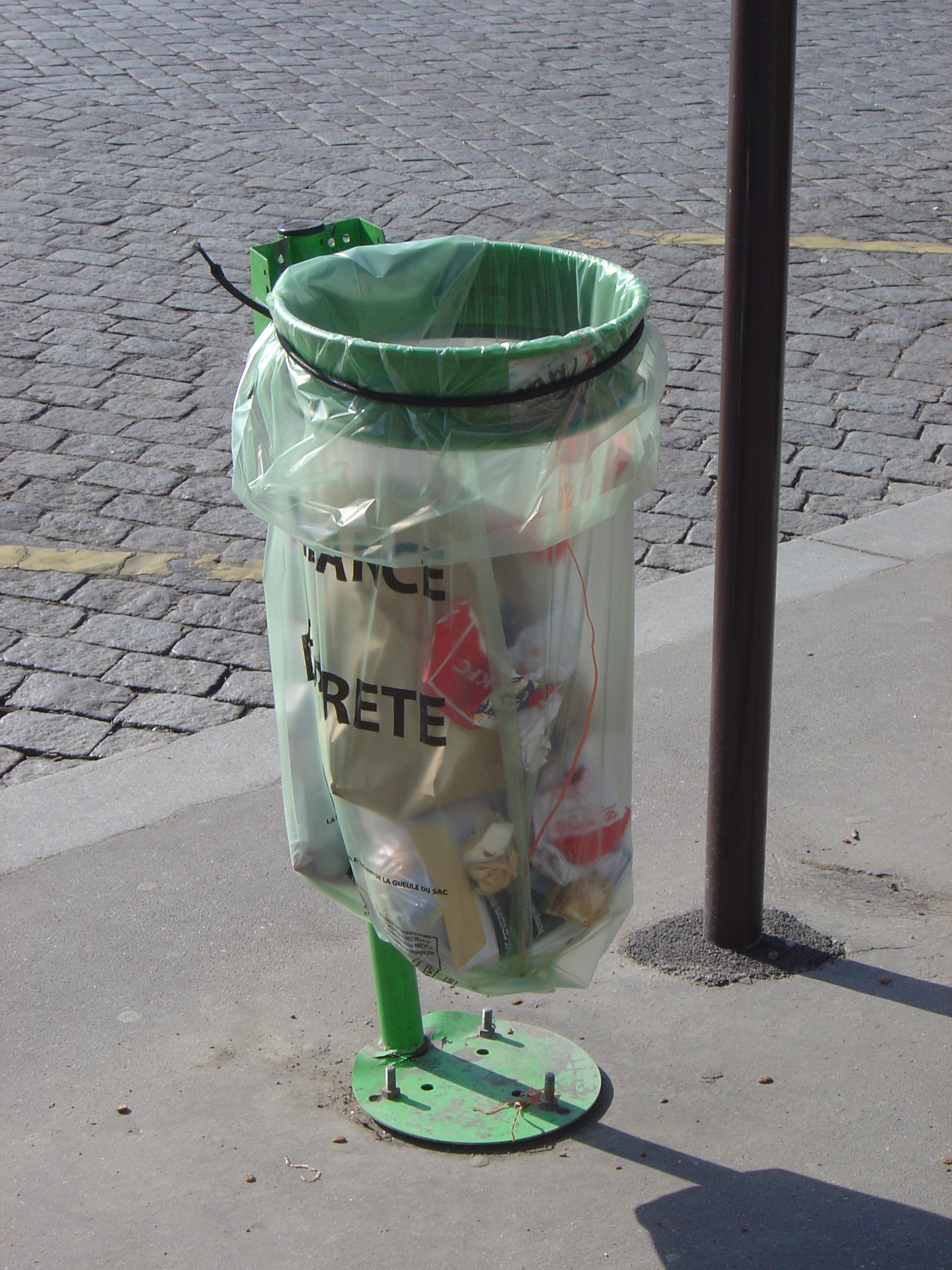
파리의 공공 쓰레기 봉투 - 겉면에 글씨는 “Vigilance - Propreté”(“감시 - 청결”)

쓰레기봉투(-封套)란 쓰레기를 담는 봉투로 보통 검은색 비닐봉투를 쓰는데, 미관 혹은 내용물 확인을 위해 투명한 비닐 봉투를 쓰거나 용도별로 특정한 색을 넣어 만들기도 한다.

## 특징
비닐봉투는 가볍고 물이 새지 않아 쓰레기를 처리하기 편리해서 많이 쓰인다. 특히 음식물 쓰레기같은 것은 꼭 싸서 밀봉하면 냄새도 막을 수 있어 유용하다.
쓰레기통을 쓰더라도 별도 쓰레기 봉투를 안에 넣어 통을 비우기 쉽게 한다. 그러나 모든 냄새를 막을 수는 없다. 쉬운 예로 일회용 비닐 장갑을 끼고 양념을 섞어도 양념이 손에 뭍지는 않지만 그 냄새는 베이게 되어있다. 이는 비닐의 미세한 틈으로 가스 및 작은 입자의 물질들이 빠져나왔기 때문이다. 고분자 물질의 분자 사이에도 미세한 틈이 있어서 그 사이로 공기분자가 조금씩 빠져나가거나 들어간다. 그래서 물리적으로는 완벽히 차단되어 있는 걸로 보이나, 실제로 쓰레기 국물이 아래 모여있는 부분을 코에 가져다 되면, 비닐로 완벽히 차단되어 있는데도 불구하고 그 냄새를 맡을 수 있다. 이는 비닐봉투의 재료인 폴리에틸렌이 고분자 물질이기 때문에, 그 사이로 냄새 기체가 빠져나와 후각으로 맡을 수 있는 것이다.

## 역사
1950년에 캐나다의 해리 와질릭이 래리 한센과 함께 녹색 쓰레기 비닐봉투를 발명했다. 유니온 카바이드사에서 판매용으로 처음 생산했는데, 1960년대에는 “그래드 쓰레기봉투”와 같이 소비 시장에서 큰 호황을 누렸다. 1966년에는 토론토시에서는 철제 쓰레기통 대신 비닐 쓰레기 봉투를 쓰도록 표준화해서 일주일에 한 세대 당 2장씩 나누어 주기로 계획하기도 했다.

## 재질
쓰레기 봉투에 쓰레기를 너무 많이 담아 수거 전에 봉투가 파손되어 주변 환경을 더럽히거나, 봉투의 파손을 막기 위해 여러 겹의 비닐봉투를 쓰는 경우 매립지에서 봉투가 찢어지지 않아 2차 환경오염을 일으키므로, 최근에는 생분해성 봉투를 많이 쓰고 있다.

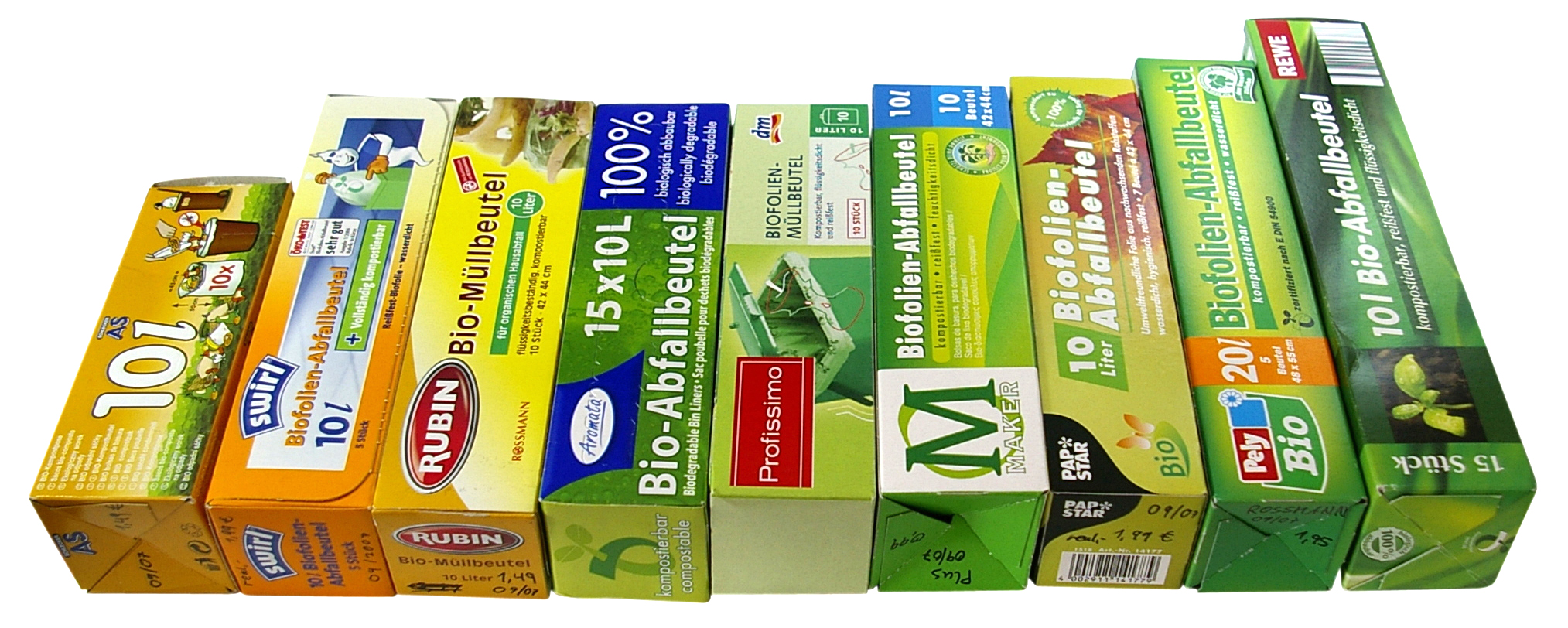
바이오플라스틱 등으로 만든 생분해성 쓰레기 봉투

## 쓰레기 종량제 봉투
대한민국에서는 쓰레기 종량제에 따라 규격 봉투를 쓰며, 각 지방자치단체별로 각기 다른 모양의 것을 팔고 있다. 크기도 버리는 쓰레기의 용량에 따라 소중대가 나뉘어 있다. 지정된 쓰레기봉투가 아닌 다른 비닐봉투를 사용했을 경우는 쓰레기를 수거하는 측에서 쓰레기의 수집을 거부할 수 있다.

## 같이 보기
- 포장
- 비닐봉투